# 小行星5173
小行星5173（5173 Stjerneborg）是一颗围绕太阳公转的小行星。1988年3月13日，波爾·延森在霍尔拜克发现了此天体。
这颗小行星的绝对星等为328.60053等。